# NGC 2472
NGC 2472 je galaksija u zviježđu Risu.

## Vanjske poveznice
- SEDS: NGC 2472